# Springlevend
Springlevend is het debuutalbum van beatgroep The Kik. Het voor een gedeelte uit sixties-covers bestaande album verscheen op 25 mei 2012. De single Simone, een cover van The Allusions' The Dancer, bereikte de 95e positie in de Single Top 100.

## Inhoud
1. Springlevend
2. Simone origineel van The Allusions (The dancer)
3. Cleopatra origineel van Ernie Bender & the Robins
4. Even voor altijd
5. Van wie hij was en wie hij is
6. Zeg dat je van me houdt
7. Luchtballon origineel van The Burgundy Runn (Stop!)
8. Want er is niemand (en nou ik) met Armand en Lucky Fonz III origineel van Armand
9. Het is zoals het is
10. Verliefd op een plaatje origineel van The Hollies (Little lover)
11. Kom terug bij mij
12. Later als je groot bent
13. Zevenhuizer zondag origineel van The Monkees (Pleasant valley Sunday)

## Personeel
- Dave von Raven - zang en gitaar
- Arjan Spies - gitaar en zang
- Marcel Groenewegen - basgitaar
- Paul Zoontjens - keyboard en zang
- Ries Doms - drums

- Armand - zang op Want er is niemand
- Lucky Fonz III zang op Want er is niemand
- Joost van Genugten - tuba op Van wie hij was en wie hij is

## Hitnotering

### NederlandseAlbum Top 100
| Hitnotering: | Hitnotering: | Hitnotering: | Hitnotering: | Hitnotering: | Hitnotering: | Hitnotering: |    |    |    |    |     |
| Week:        | 01           | 02           | 03           | 04           | 05           | 6            | 7  | 8  | 9  | 10 |     |
| ------------ | ------------ | ------------ | ------------ | ------------ | ------------ | ------------ | -- | -- | -- | -- | --- |
| Positie:     | 24           | 32           | 42           | 53           | 88           | 87           | 49 | 98 | 60 | 60 | uit |